# 張立 (記者)
張立，1980年代從中國大陸來港，從地盤工做起，曾於《信報》任職記者，之後創業從商。1992年開始在《信報》撰寫專欄《商心國是》，每年集成一書。
2000年加盟亞洲電視，擔任顧問，並主持週一至週五每晚黃金時段的《張立平常談》節目。《張立平常談》是個人清談節目，包容包羅萬象，主要是政經及做人處世哲學。他的好友香港著名作家填詞人黃霑認為「這個獨白節目，開香港電視史先河！」。
2011年，他再次為亞洲電視主持《張立平常談》，於早上節目《四季養生堂》內播出。

## 著作
- 《逆境求存》
- 《錢眼觀禪》
- 《醉臥商場》
- 《八方風雨》
- 《筆底風雲》
- 《筆走龍蛇》
- 《兵行險著》
- 《蒼山如海》
- 《烽火三月》
- 《舉重若輕》
- 《平常談》
- 《長河落日》
- 《御風而行》
- 《心潮逐浪》
- 《最大的敵人是自己》

等